# Nono (pièce de théâtre)
Pour les articles homonymes, voir Nono.
Nono est une comédie en trois actes de Sacha Guitry créée au théâtre des Mathurins le 6 décembre 1905.

## Argument
Nono, une jeune femme un peu écervelée, est la petite amie de Jacques Valois, un jeune homme de bonne famille dont les dépenses inconsidérées indignent son père qui va l'expédier à l'étranger. Il demande alors à son ami, Robert Chapelle, un poète dans la quarantaine, de s'occuper de Nono en son absence. Robert, qui se sent très attiré par Nono mais qui est affligé d'une vieille maîtresse, Madame Weiss, refuse d'abord puis se laisse convaincre.

## Distribution de la création
- Blanche Toutain : Antoinette Berger dite Nono
- André Dubosc : Robert Chapelle
- Victor Boucher : Jacques Valois
- Delphine Renot : madame Weiss
- Renoux : Jules
- Suzanne Gallet : Maria
- Émile
- Un sommelier

## Autres productions

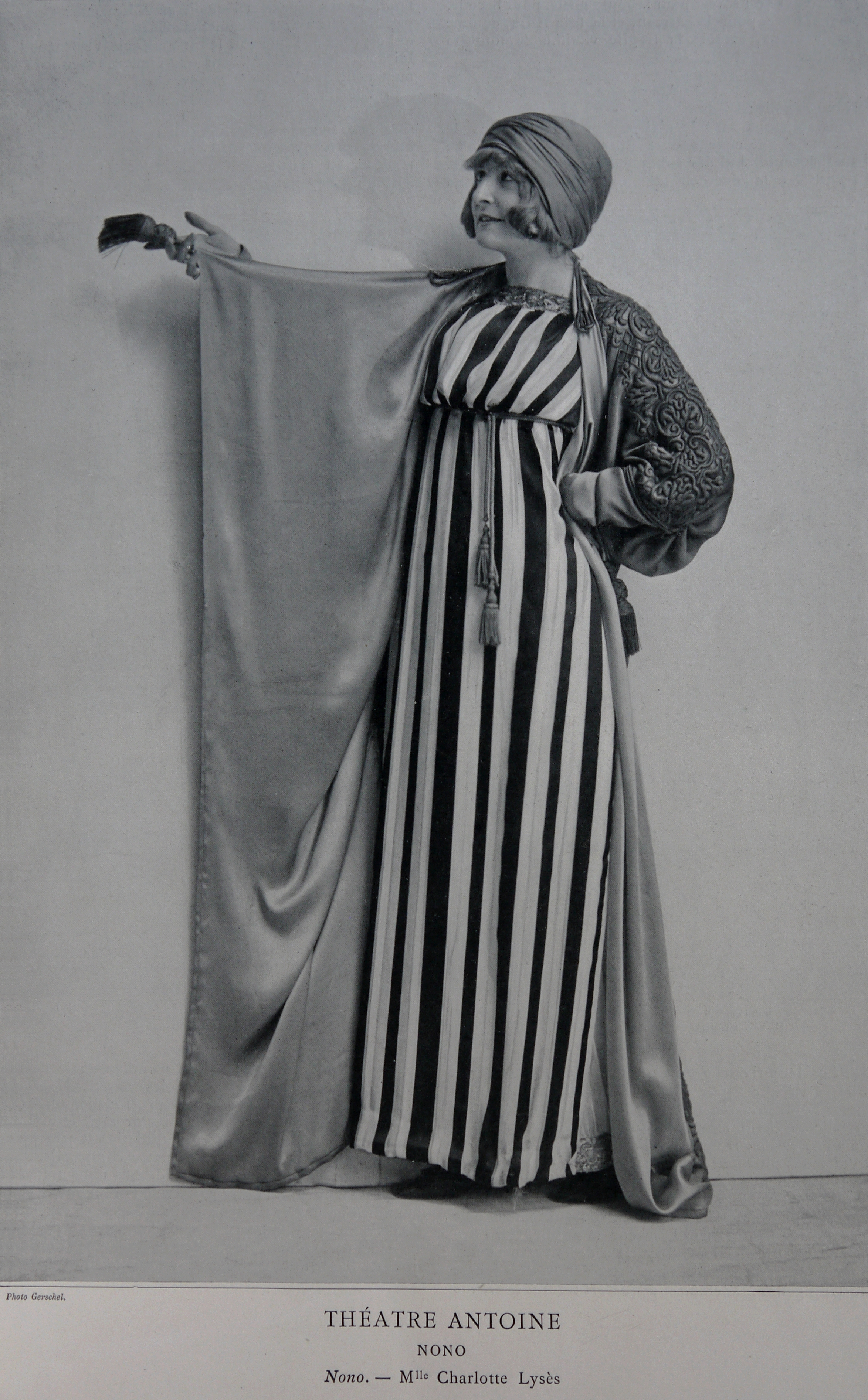
Charlotte Lysès au Théâtre Antoine. Le Théatre, juillet 1910.

### Théâtre Antoine, 1910
Première représentation le 10 mai 1910
- Sacha Guitry : Robert Chapelle
- Charlotte Lysès : Nono
- Léontine Massart : madame Weiss

### Théâtre de la Madeleine,
Première représentation le 2010
- Julie Depardieu : Nono
- Michel Fau : Robert Chapelle
- Xavier Gallais : Jacques Valois
- Brigitte Catillon : madame Weiss

## Citation
« J'avais plié en huit mes feuilles de papier à dessein et, sans autre dessin, sans savoir où j'allais, j'ai commencé d'écrire sur cet in-octavo une scène violente entre un homme de quarante ans et sa maîtresse. La femme est cramponnante et l'homme est excédé. J'avais eu l'occasion d'assister dans mon enfance à une scène de cette espèce, et j'en avais gardé un souvenir, qui ne s'est jamais effacé. Des mots horriblement cruels entre deux êtres qui dix minutes auparavant paraissaient s'adorer encore ; je n'en revenais pas! (...) Deux heures plus tard, j'avais écrit le premier acte de Nono. »

— Sacha Guitry, Si j'ai bonne mémoire